# Lancelot Royle
Lancelot Carrington Royle (31. maj 1898 – 19. juni 1978) var en britisk atlet som deltog i de olympiske lege 1924 i Paris.
Royle vandt en olympisk sølvmedalje i atletik under OL 1924 i Paris. Han var med på det britiske stafethold som kom på en anden plads i disciplinen 4 x 100 meter for mænd med tiden 41,2 bagefter USA som vandt med 41,0 hvilket var en ny verdensrekord. De andre på holdet var Harold Abrahams, William Nichol og Walter Plasseley.